# Алдо де Бенедети
Алдо де Бенедети (на италиански: Aldo de Benedetti) е италиански драматург, сценарист, режисьор и писател на произведения в жанра комедия и драма.

## Биография и творчество
Алдо де Бенедети е роден на 13 август 1892 г. в Рим, Италия, в семейството на Донато де Бенедети и Пикарда Донати. От ученическите си години пише стихове и малки пиеси. По време на Първата световна война участва като летец в продължение на 3 години и получава военен кръст. След войната работи за театъра и киното.
Активно пише леки комедии и сценарии за филми от 20-те години до смъртта си. Част от сценариите му са от така наречения период на „белия телефон“ (1936 – 1943), аксесоар във филмите, чрез който се визира по-високия социален статус на героите.
Тъй като е евреин, след обнародването на расовите закони, името му не фигурира в заглавията като автор на сценариите или темите на филмите, а в периода между 1938 г. и края на Втората световна война негови комедии не са изпълнявани.
Алдо де Бенедети се самоубива на 19 януари 1970 г. в Рим.

## Произведения

### Пиеси
- La resa di Titì (1931)
- Не те познавам вече, Non ti conosco più (1932)
- Milizia territoriale (1933)
- Lohengrin (1933)
- L'uomo che sorride (1935)
- Червени рози, Due dozzine di rose scarlatte (1936)
- Trenta secondi d'amore (1937)
- Sbaglio di essere vivo (1945)
- L'armadietto cinese (1947)
- Gli ultimi cinque minuti (1951)
- Лека нощ, Патриция, Buonanotte, Patrizia! (1956)
- Da giovedì a giovedì (1959)
- Il libertino (1960)
- Паола и лъвовете, Paola e i leoni (1964)
- Un giornod'aprile (1966)

### Сценарии
частично представяне
- Il corsaro (1923)
- Gli uomini, che mascalzoni! (1932)
- Non ti conosco più (1936)
- Eravamo 7 sorelle (1937)
- Hanno rapito un uomo (1938)
- Mille chilometri al minuto! (1939)
- Maddalena... zero in condotta (1940)
- Rose scarlatte (1940)
- Pazza di gioia (1940)
- Ore 9: lezione di chimica (1941)
- 4 passi fra le nuvole (1942)
- Giorno di nozze (1942)
- La bisbetica domata (1942)
- Se io fossi onesto (1942)
- Un garibaldino al convento (1942)
- Mio figlio professore (1946)
- Il mondo vuole così (1946)
- Daniele Cortis (1947)
- Una lettera all'alba (1948)
- Vent'anni (1949)
- Taxi di notte (1950)
- Catene (1950)
- Tormento (1951)
- I figli di nessuno (1951)
- Il tenente Giorgio (1952)
- Chi è senza peccato... (1952)
- Una di quelle (1953)
- Tradita (1954)
- Era di venerdì 17 (1956)
- Da giovedì a giovedì (1957)
- Lohengrin (1957)
- L'ultima violenza (1957)
- Malinconico autunno (1958)

Филмите по сценарий на Алдо де Бенедети са режисирани от режисьори като Алесандро Блазети, Виторио Де Сика и Марио Солдати.

### Екранизации
- L'uomo che sorride (1936)
- Gli ultimi cinque minuti (1955)
- Non ti conosco più (1958)
- Milizia territoriale (1960)
- Gli ultimi cinque minuti (1966)
- Due dozzine di rose scarlatte (1966)
- Il marito è mio e l'ammazzo quando mi pare (1967)
- L’armadietto cinese (1975)
- Non ti conosco più amore (1980)
- Buonanotte Patrizia (1981)
- Il tango della gelosia (1981)
- Scusa se è poco (1982)
- Due dozzine di rose scarlatte (1982)

### Режисура
- Marco Visconti (1923)
- Garibaldi (1926)
- La grazia (1929)